# Utetheisa albosignata
Utetheisa albosignata är en fjärilsart som beskrevs av Stett.-statt. 1939. Utetheisa albosignata ingår i släktet Utetheisa och familjen björnspinnare. Inga underarter finns listade i Catalogue of Life.